# Jisrael Galili

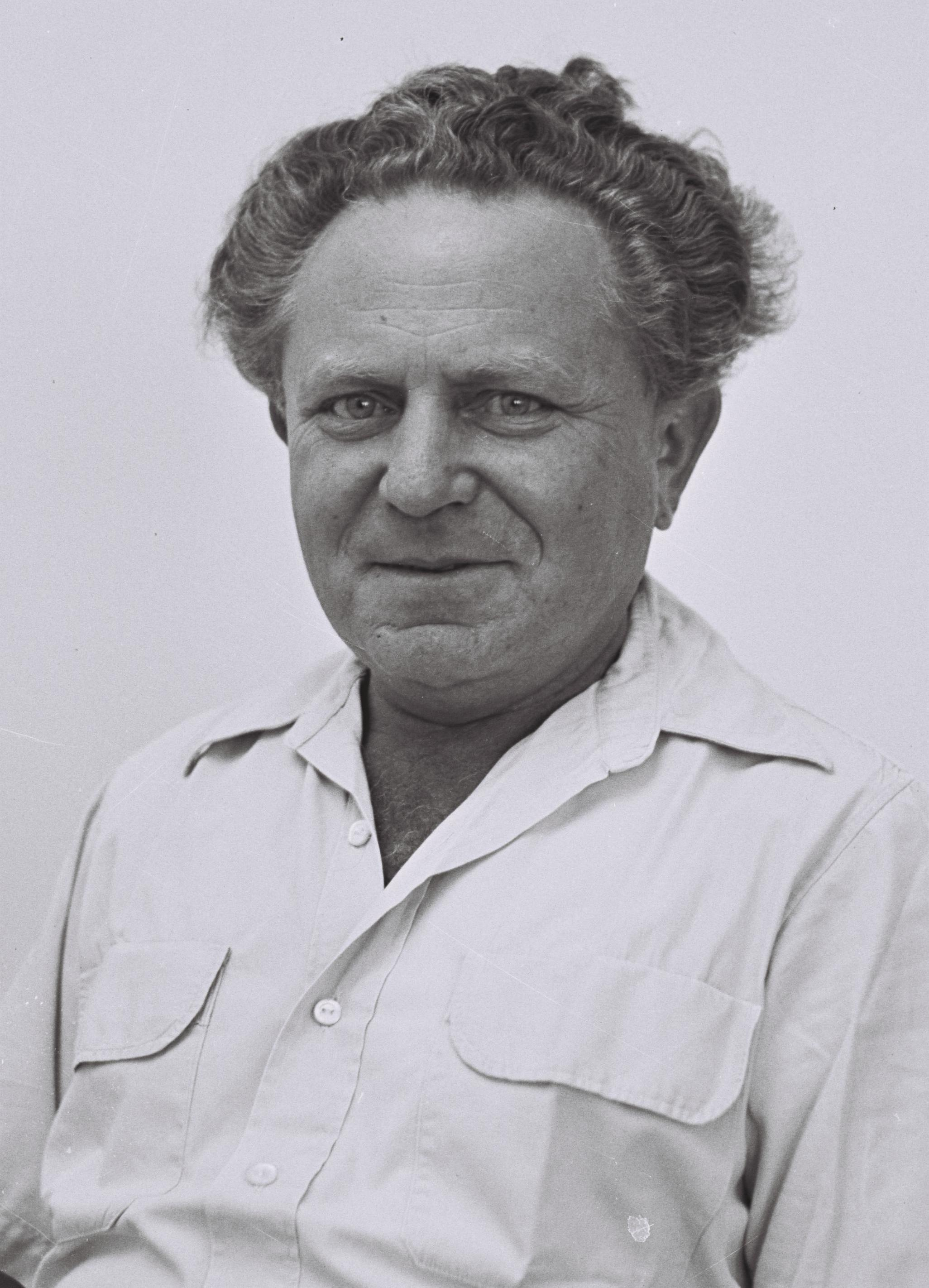
Jisrael Galili (1955)

Jisrael Galili (hebräisch יִשְׂרָאֵל גָּלִילִי; geboren als Israel Berchenko; * 10. Februar 1911 in Brailow, Gouvernement Podolien, Russisches Kaiserreich; † 8. Februar 1986 in Naʿan) war ein israelischer General und linkszionistischer Politiker (Mapam, Achdut haʿAvoda, ʿAvoda). Er war von 1949 bis 1951 sowie von 1955 bis 1977 Mitglied der Knesset. Von 1966 bis 1977 gehörte er als Minister der israelischen Regierung an.

## Leben
Galili wurde 1911 als Israel Berchenko im podolischen Brailow (Brajiliw) in der heutigen Ukraine geboren. Seine Familie emigrierte 1914 ins osmanische Mutesarriflik Jerusalem und siedelte in Tel Aviv. Im neu geschaffenen Mandatsgebiet Palästina gehörte Galili 1924 zu den Begründern der linkszionistischen, gewerkschaftsnahen Jugendorganisation Histadrut haNoʿar haʿOved wehaLomed (Föderation der arbeitenden und studierenden Jugend). Nach dem Schulbesuch und einer Lehre begann er 1927 eine militärische Karriere bei der Hagana. Er beteiligte sich 1930 an der Gründung des Kibbuz Naʿan, wo er bis zu seinem Tod lebte.
Im Jahre 1935 wurde er in die Führung der Hagana berufen. Als Klempner getarnt begab Galili sich 1939 ins Gefängnis Akkon und brachte dort einsitzende Hagana-Mitstreiter von der Idee ab, einen Ausbruch zu versuchen. Er hatte auch eine führende Position im Mossad le Alija Bet, der die weitere Einwanderung von Juden nach Palästina (gegen den Willen der britischen Mandatsmacht) förderte.
Während des Zweiten Weltkrieges war Galili an Vorbereitungen zur Verhinderung einer deutschen Invasion Palästinas beteiligt. 1946 wurde er zum Stabschef der Hagana berufen, aus der nach der Gründung des Staates Israel die Israelischen Verteidigungsstreitkräfte hervorgingen. Mitten im arabisch-israelischen Krieg setzte Ministerpräsident David Ben-Gurion Galili im Juni 1948 als Stabschef ab.

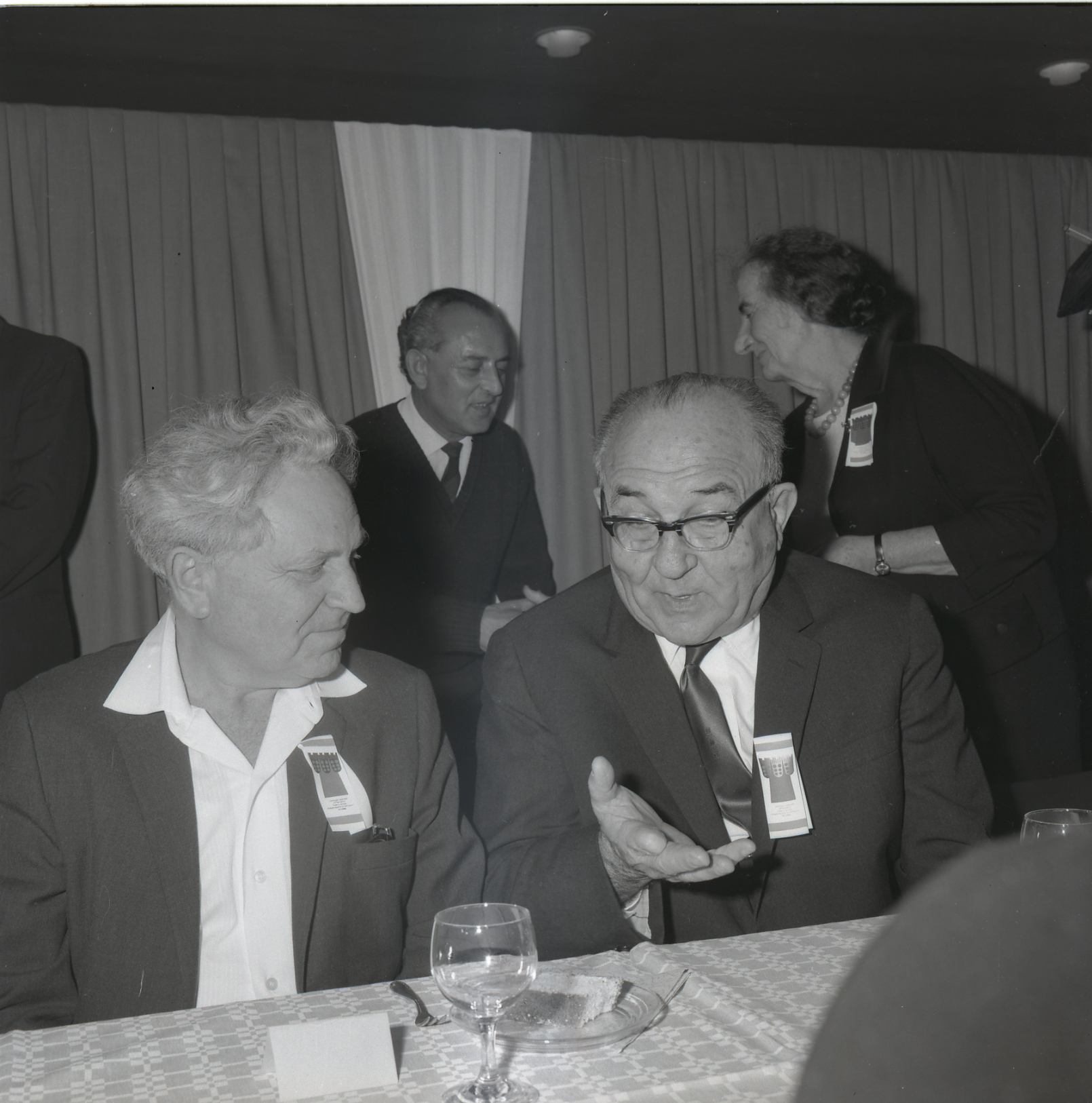
Mit Levi Eschkol vor Golda Meir, 1963

In der ersten Legislaturperiode der Knesset (1949–1951) war Galili Abgeordneter der linkssozialistischen Mapam-Partei. Von der dritten bis zur achten Legislaturperiode (1955–1977) gehörte er erneut der Knesset an, als Mitglied der gemäßigter linken Achdut haʿAvoda, die 1968 in der israelischen Arbeitspartei ʿAvoda aufging. Unter Ministerpräsident Levi Eschkol war Galili von 1966 bis 1969 Informationsminister. In den Regierungen von Golda Meir diente er von 1969 bis 1977 als Minister im Amt der Ministerpräsidentin.